# Juan Sartori
Juan Sartori (Montevidéu - 6 de fevereiro de 1981) é um empresário e político uruguaio. Em dezembro de 2018, ele apresentou sua pré-candidatura para a presidência do Uruguai ao Partido Nacional, confiante de poder vencer as eleições uruguaias programadas para 2019. Em outubro de 2019 foi eleito senador do Uruguai, com 96.000 votos, convertendo-se, aos 38 anos, o senador mais jovem do parlamento.

## Biografia
Nasceu em Montevidéu, no Uruguai. Morou na França e na Suíça, onde estudou na HEC (Hautes Etudes Commerciales) na Universidade de Lausanne, graduando-se em 2002 com um diploma em Administração e Economia em seu último ano na Universidade de Harvard. Depois de se formar na universidade em 2002, Sartori iniciou sua carreira como investidor e empreendedor fundando o Union Capital Group, um gestor de ativos de múltiplas estratégias baseado em Genebra, aos 22 anos de idade. Ele expandiu o negócio para US $ 1 bilhão de ativos sob gestão antes de vendê-lo para a equipe de gestão em 2008.Ele é o presidente e fundador do Union Group, um conglomerado privado que detém participações significativas em negócios que abrangem os setores agrícola, de energia, florestal, de infraestrutura, minerais, petróleo e gás e imobiliário na América Latina , e é acionista minoritário no clube de futebol, assumindo o papel de diretor Sunderland AFC  com uma participação de 20% a um custo de £ 3 milhões., que ele adquiriu junto com um consórcio de parceiros em 2018.Em 2015, saiu no El País que se casou com Ekaterina Rybolovleva . Rybolovleva é o proprietário do clube de futebol AS Monaco FC através de uma relação de confiança em seu nome, embora seu pai Dmitry Rybolovlev sirva como presidente.